# Zeina
Das Motorschiff Zeina ist ein Fluss-Kreuzfahrtschiff der Reederei Song of Egypt Nile Cruises. Es verkehrt auf dem Nil in Ägypten, vorzugsweise für Kreuzfahrten zwischen den Städten Luxor und Assuan. Das Schiff ist in die Fünf-Sterne-Kategorie eingestuft. Die Reederei ist im Besitz des ägyptischen Reiseunternehmens Memnon Tours & Cruises, das mit dem Reiseanbieter Phoenix Reisen GmbH Bonn zusammenarbeitet.

## Ausstattung
Die Zeina ist eines von sechs Nil-Schiffen der Reederei Song of Egypt Nile Cruises und wurde 1993 in Ägypten gebaut. Das Schiff wird durch drei Dieselmotoren mit je 322 PS angetrieben. Die Reisegeschwindigkeit liegt bei 17,5 km/h.
Die Zeina besitzt zwei Suiten im vorderen Bereich des Oberdecks sowie 74 Standard-Kabinen für je zwei Personen. Alle Räumlichkeiten sind mit Klimaanlage ausgestattet. Das Bordrestaurant im Unterdeck besitzt eine Kapazität von 150 Personen. Auf dem Mitteldeck befindet sich eine Lounge-Bar. Eine weitere Bar versorgt die Gäste des Sonnendecks am dortigen Schwimmbecken im vorderen Bereich des Schiffes. Im Hauptaufgang bieten ein Andenkengeschäft und eine Boutique Souvenirs, Schmuck und Bekleidung an.